# Chybie
Chybie è un comune rurale polacco del distretto di Cieszyn, nel voivodato della Slesia.
Ricopre una superficie di 31,8 km² e nel 2004 contava 9 001 abitanti.